# I liga polska w hokeju na lodzie (1970/1971)
16. sezon I ligi polskiej w hokeju na lodzie rozegrany został na przełomie 1970 i 1971 roku. Był to 35 sezon rozgrywek o Mistrzostwo Polski w hokeju na lodzie. 
Mistrzem Polski został zespół Podhala Nowy Targ, który zapewnił sobie triumf po zwycięstwie nad ŁKS 10:5 w dniu 28 marca 1971. Był to trzeci tytuł mistrzowski w historii klubu.
Nagrodę „Złoty Kija” za sezon otrzymał Tadeusz Kacik (Podhale Nowy Targ).

## Tabela
| Lp. | Zespół            | M  | Pkt | W  | R | P  | G+  | G−  | +/−  |
| --- | ----------------- | -- | --- | -- | - | -- | --- | --- | ---- |
| 1   | Podhale Nowy Targ | 36 | 62  | 29 | 4 | 3  | 195 | 84  | +111 |
| 2   | Naprzód Janów     | 36 | 47  | 22 | 3 | 11 | 133 | 115 | +18  |
| 3   | ŁKS Łódź          | 36 | 43  | 18 | 7 | 11 | 151 | 115 | +36  |
| 4   | GKS Katowice      | 36 | 42  | 17 | 8 | 11 | 125 | 104 | +21  |
| 5   | Baildon Katowice  | 36 | 37  | 17 | 3 | 16 | 169 | 149 | +20  |
| 6   | Polonia Bydgoszcz | 36 | 34  | 15 | 4 | 17 | 185 | 185 | 0    |
| 7   | Legia Warszawa    | 36 | 40  | 14 | 2 | 20 | 146 | 171 | -25  |
| 8   | Pomorzanin Toruń  | 36 | 25  | 11 | 3 | 22 | 112 | 175 | -63  |
| 9   | Górnik Murcki     | 36 | 22  | 8  | 6 | 22 | 111 | 173 | -62  |
| 10  | Unia Oświęcim     | 36 | 18  | 7  | 4 | 25 | 113 | 169 | -56  |

## Skład Mistrza Polski
Podhale Nowy Targ: Stanisław Bizub, Eugeniusz Polakiewicz, Kazimierz Mrugała, Stanisław Fryźlewicz, Andrzej Szczepaniec, Franciszek Klocek, Kudasik, Łukasz Rusinowicz, Andrzej Iskrzycki, Kazimierz Zgierski, Leszek Tokarz, Leszek Kokoszka, Józef Słowakiewicz, Garbacz, Walenty Ziętara, Stefan Chowaniec, Tadeusz Kacik, Jan Bizub, Wiesław Tokarz, Józef Batkiewicz, Jan Mrugała, Franciszek Pajerski, Roman Pyszkowski.